# Gredas de Bolnuevo

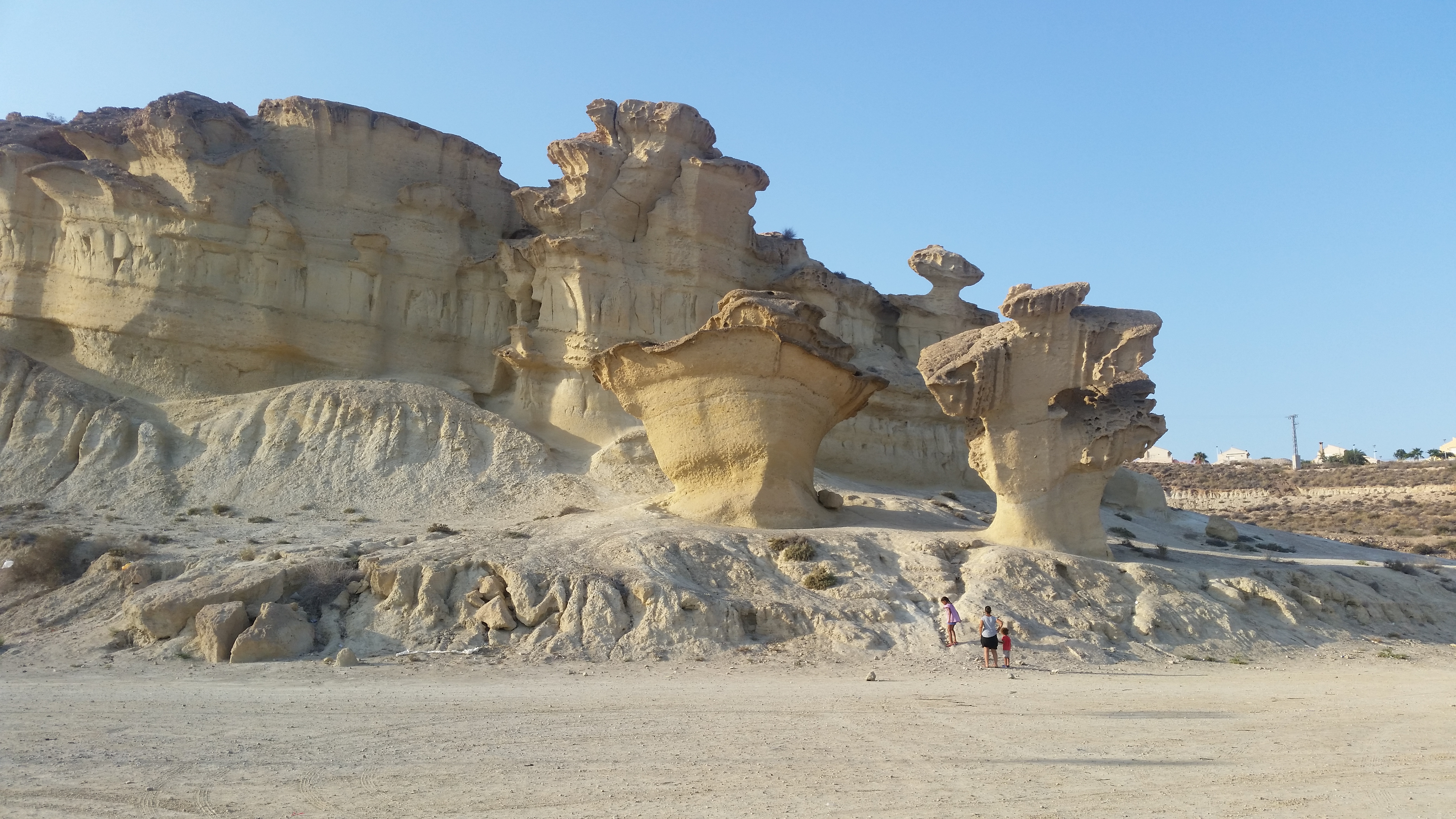
Formas de arenisca en la Ciudad Encantada de Bolnuevo

Las Gredas de Bolnuevo, también llamada Ciudad Encantada, son formaciones de arenisca muy erosionadas a lo largo de la playa de Bolnuevo, Murcia, España . Las formas de piedra arenisca han sido esculpidas por el agua y el viento durante miles de años y están consideradas como un monumento de interés natural.
La Ciudad Encantada está formada por arcilla (gredas). El color amarillento se debe a la gran cantidad de arena que contiene la arcilla. Además, la arcilla está formada por microfósiles que datan del  Plioceno, hace unos 4,5 millones de años. La piedra arenisca ha sufrido un proceso de erosión por los elementos que dio como resultado formaciones en forma de hongo y casi verticales que parecen desafiar las leyes de la gravedad.

## Galería de fotos

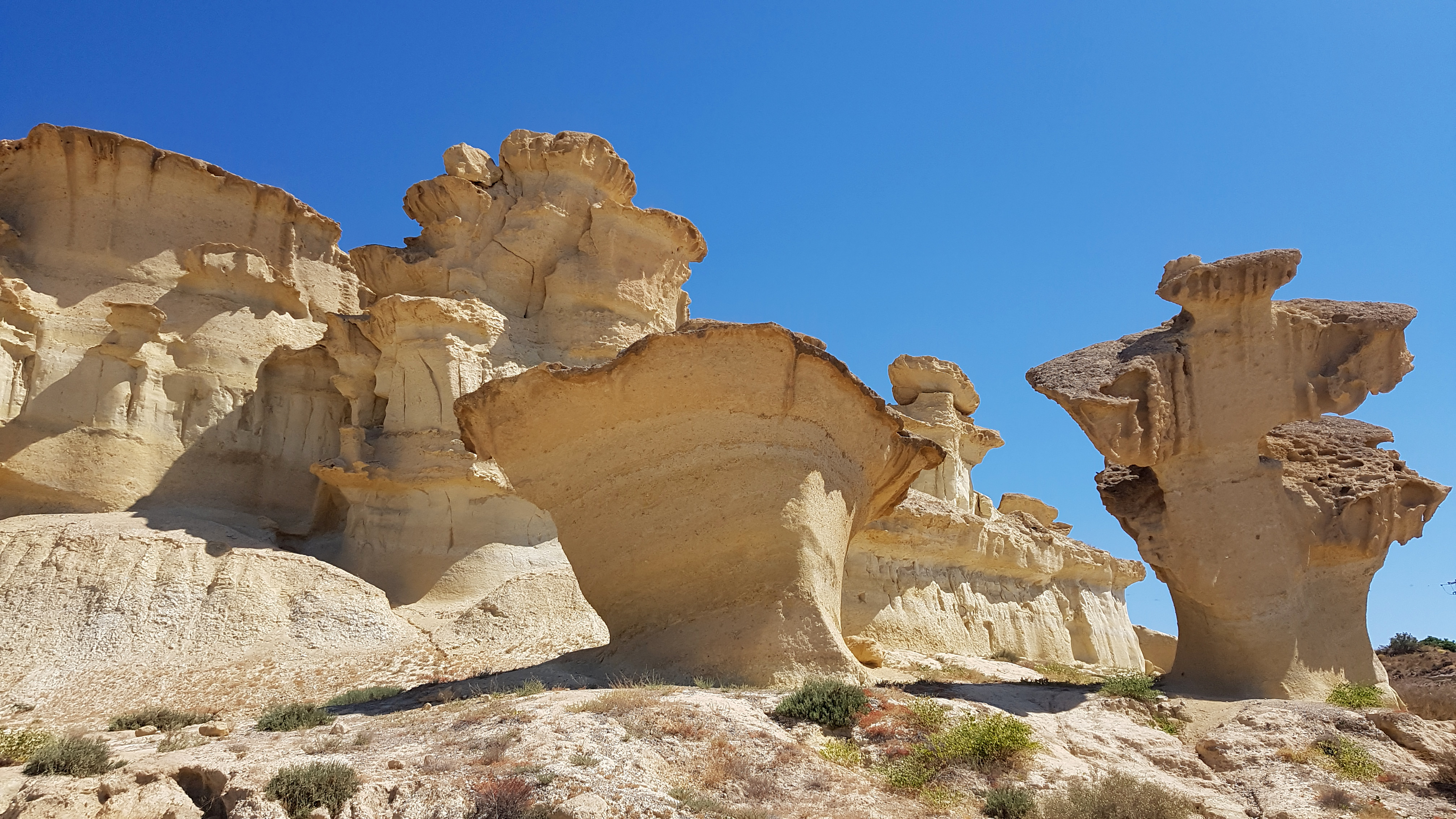
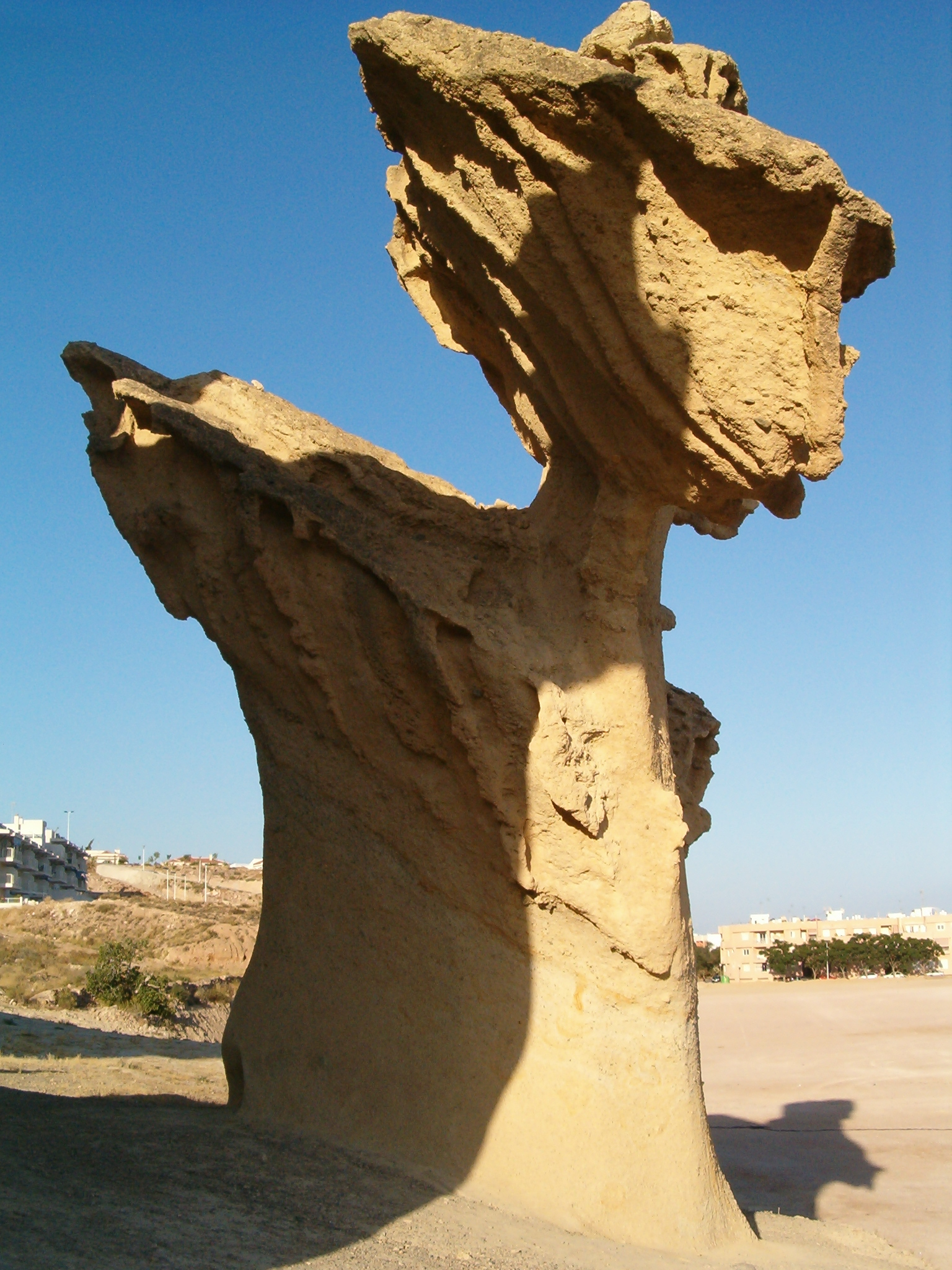
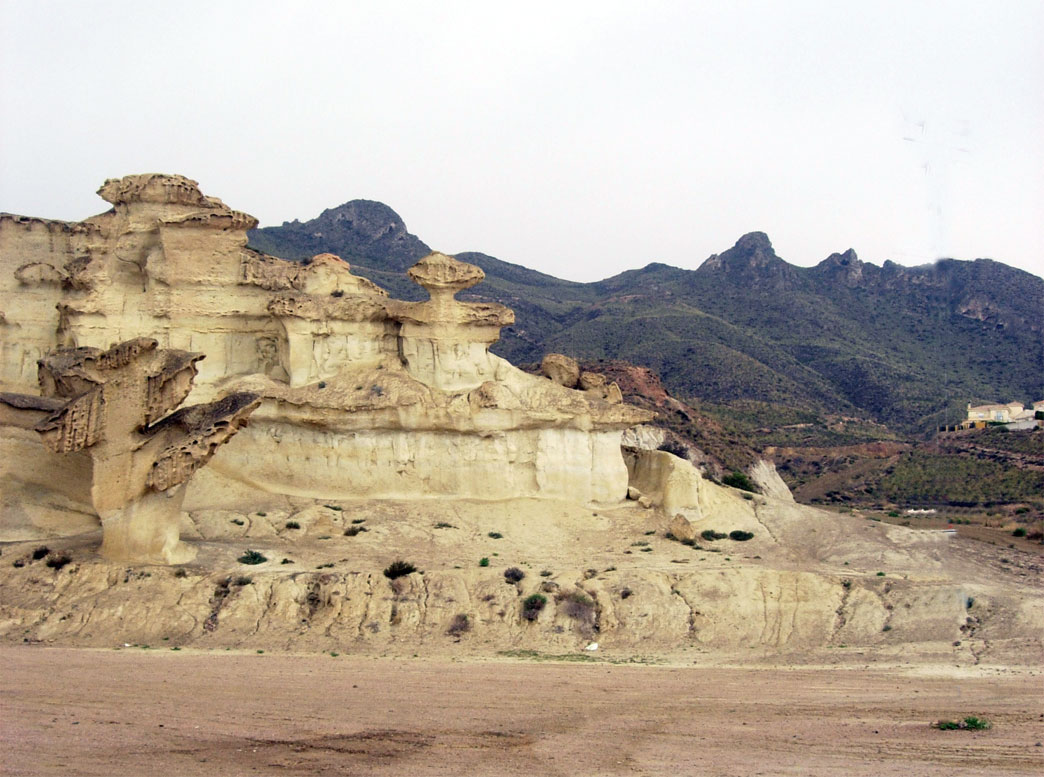
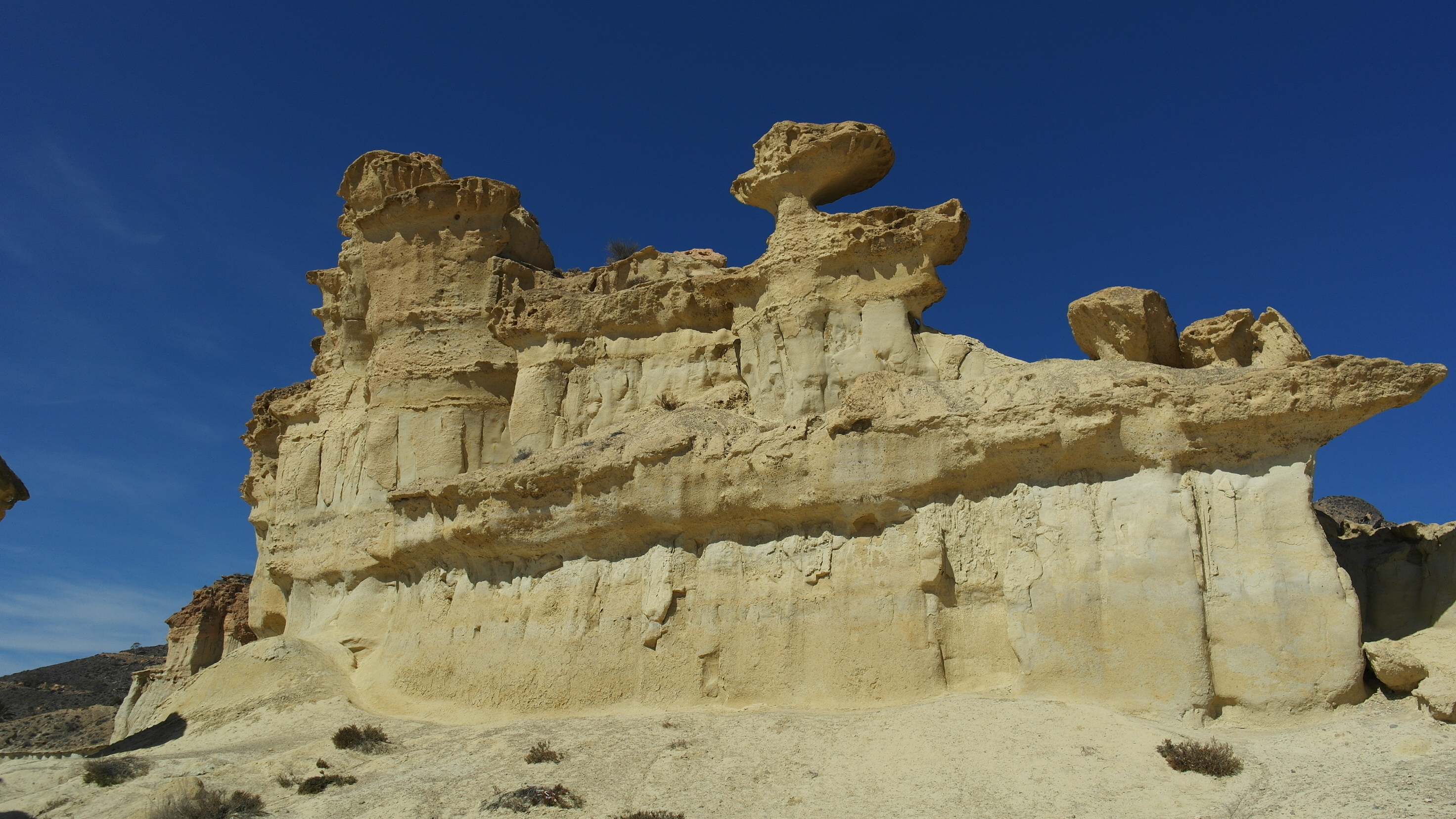